# 隅田凜
隅田 凜（すみだ りん、1996年1月12日 - ）は、神奈川県藤沢市出身の女子サッカー選手。日テレ・東京ヴェルディベレーザ所属。元サッカー日本女子代表。ポジションはミッドフィールダー。

## 来歴
1996年、神奈川県藤沢市出身。藤沢市立秋葉台小学校、藤沢市立秋葉台中学校、神奈川県立藤沢清流高等学校を経て、和光大学現代人間学部身体環境共生学科卒業。名前の「凜」を「凛」と誤記されることも多いが、「示」ではなく「禾」が正しい。

### ユース
小学校入学前からサッカーを始め、小学校4年～6年次では自身の小学校にチームがなかったことから新林レディース（藤沢市立新林小学校の女子生徒を中心に作っているチーム）に入ってプレーしたこともある。中学校入学からの2年間は結成されたばかりの湘南ミラネーゼ第1期生としてプレーした。
2009年、中学校1年時に日テレ・メニーナ入り、メニーナでは2012年度に主将を務めて第15回全日本女子(U-18)ユースサッカー選手権大会に優勝するなど、2014年度までの全日本女子ユース4連覇の中心選手として活躍した。

### シニア
なでしこリーグでは2012年から日テレ・ベレーザに昇格（2012年まではメニーナとの二重登録）。チームでは守備的ミッドフィールダーをメインにプレーするが、アタッキングプレーもこなすため、2016年なでしこリーグ1部では5得点を挙げている。
2019年、マイナビベガルタ仙台レティースに完全移籍。
2020年、チームキャプテンに任命された。
2025年6月5日、6年半ぶりに日テレ・東京ベレーザへ完全移籍で復帰した。

### 代表
一方、年代別代表への召集も受け、U-16女子代表で出場したAFC U-16女子選手権2011（中華人民共和国・南京市）で優勝、翌年の2012 FIFA U-17女子ワールドカップ（アゼルバイジャン）ではU-17女子代表のボランチとしてグループリーグ、決勝トーナメントの全4試合に出場、グループリーグ第2戦のニュージーランド戦ではPKで得点を挙げた。
また、U-19女子代表では2013年に飛び級召集でAFC U-19女子選手権2013（中華人民共和国・南京市）に出場、決勝リーグのオーストラリア戦で得点を挙げたが、チームは得失点差のために4位となり、2014 FIFA U-20女子ワールドカップへの出場を逸することとなった。その雪辱を期したAFC U-19女子選手権2015（中華人民共和国・南京市）ではグループステージ3試合に先発出場、決勝戦の朝鮮民主主義人民共和国戦では後半32分に宮川麻都との交代で途中出場したが後半40分に負傷退場を余儀なくされ、チームはすでに交代枠を使っていたために以後10人での戦いを強いられたが、決着つかずにPK戦となり、4-2でPK戦を制して優勝を果たした。

## 人物
意外な特技として似顔絵が上手い。

## 個人成績

### クラブ
| クラブ                         | シーズン | リーグ      | 背番号 | リーグ戦 | リーグ戦 | カップ戦 | カップ戦 | リーグ杯 | リーグ杯 | AFC  | AFC  | 合計 | 合計 |
| クラブ                         | シーズン | リーグ      | 背番号 | 出場     | 得点     | 出場     | 得点     | 出場     | 得点     | 出場 | 得点 | 出場 | 得点 |
| ------------------------------ | -------- | ----------- | ------ | -------- | -------- | -------- | -------- | -------- | -------- | ---- | ---- | ---- | ---- |
| 日テレ・メニーナ               | 2008     | —           | 23     | —        | —        | 1        | 0        | —        | —        | —    | —    | 1    | 0    |
| 日テレ・メニーナ               | 2009     | —           | 15     | —        | —        | 1        | 0        | —        | —        | —    | —    | 1    | 0    |
| 日テレ・メニーナ               | 2010     | —           | 11     | —        | —        | 3        | 1        | —        | —        | —    | —    | 3    | 1    |
| 日テレ・メニーナ               | 通算     | 通算        | 通算   | 0        | 0        | 5        | 1        | 0        | 0        | 0    | 0    | 5    | 1    |
| 日テレ・ベレーザ               | 2011     | なでしこ    | 25     | 0        | 0        | 0        | 0        | —        | —        | —    | —    | 0    | 0    |
| 日テレ・ベレーザ               | 2012     | なでしこ    | 17     | 3        | 0        | 1        | 0        | 5        | 0        | —    | —    | 9    | 0    |
| 日テレ・ベレーザ               | 2013     | なでしこ    | 17     | 15       | 0        | 2        | 1        | 7        | 0        | —    | —    | 24   | 1    |
| 日テレ・ベレーザ               | 2014     | なでしこ    | 17     | 28       | 5        | 4        | 1        | —        |          | —    | —    | 32   | 6    |
| 日テレ・ベレーザ               | 2015     | なでしこ1部 | 17     | 20       | 0        | 4        | 0        | —        |          | —    | —    | 24   | 0    |
| 日テレ・ベレーザ               | 2016     | なでしこ1部 | 5      | 18       | 5        | 4        | 0        | 10       | 4        | —    | —    | 32   | 9    |
| 日テレ・ベレーザ               | 2017     | なでしこ1部 | 5      | 18       | 1        | 5        | 0        | 6        | 1        | —    | —    | 29   | 2    |
| 日テレ・ベレーザ               | 2018     | なでしこ1部 | 5      | 14       | 2        | 5        | 2        | 5        | 0        | —    | —    | 24   | 4    |
| 日テレ・ベレーザ               | 通算     | 通算        | 通算   | 116      | 13       | 25       | 4        | 33       | 5        | 0    | 0    | 174  | 22   |
| マイナビベガルタ仙台レディース | 2019     | なでしこ1部 | 13     | 15       | 1        | 3        | 0        | 7        | 0        | -    | -    | 25   | 1    |
| マイナビベガルタ仙台レディース | 2020     | なでしこ1部 | 7      | 13       | 1        | 4        | 0        | —        |          | —    | —    | 17   | 1    |
| マイナビ仙台レディース         | 2021-22  | WE          | 7      | 19       | 1        | 1        | 0        | —        |          | —    | —    | 20   | 1    |
| マイナビ仙台レディース         | 2022-23  | WE          | 7      | 15       | 0        | 0        | 0        | 5        | 0        | —    | —    | 20   | 0    |
| マイナビ仙台レディース         | 2023-24  | WE          | 7      | 15       | 0        | 1        | 0        | 3        | 0        | -    | -    | 19   | 0    |
| マイナビ仙台レディース         | 2024-25  | WE          | 7      | 11       | 1        | 0        | 0        | 3        | 0        | -    | -    | 14   | 1    |
| マイナビ仙台レディース         | 通算     | 通算        | 通算   | 88       | 4        | 9        | 0        | 18       | 0        | 0    | 0    | 115  | 4    |
| 日テレ・東京ベレーザ           | 2025/26  | WE          | 6      |          |          |          |          |          |          |      |      |      |      |
| 通算                           | 日本     | 日本        | 1部    | 204      | 17       | 34       | 4        | 51       | 5        | 0    | 0    | 289  | 26   |
| 通算                           | 日本     | 日本        | その他 | 0        | 0        | 5        | 1        | 0        | 0        | 0    | 0    | 5    | 1    |
| 総通算                         | 総通算   | 総通算      | 総通算 | 204      | 17       | 39       | 5        | 51       | 5        | 0    | 0    | 294  | 27   |

- 日本女子サッカーリーグ
  - 初出場 - 2012年10月14日 なでしこリーグ 第14節 アルビレックス新潟レディース戦 (新発田市五十公野公園陸上競技場)
  - 初得点 - 2014年6月8日 なでしこリーグ レギュラーシリーズ 第8節 INAC神戸レオネッサ戦 (ノエビアスタジアム神戸)

- WEリーグ
  - 初出場 - 2021年9月12日 第1節 ノジマステラ神奈川相模原戦 (ユアテックスタジアム)[17]
  - 初得点 - 2021年9月18日 第2節 サンフレッチェ広島レジーナ戦 (広島広域公園第一球技場)[17]

### 代表
- 2017年4月9日 - 日本女子代表初出場 -  コスタリカ戦 (国際親善試合)
- 2022年1月30日 - 日本女子代表初得点 -  タイ戦 (2022 AFC女子アジアカップ, インド)

#### 主な出場大会
- U-17日本代表
  - 2012 FIFA U-17女子ワールドカップ（アゼルバイジャン大会）
- U-20日本代表
  - 2016 FIFA U-20女子ワールドカップ（パプアニューギニア大会）
- なでしこジャパン
  - EAFF E-1サッカー選手権2017
  - 2018 AFC女子アジアカップ
  - 2018年アジア競技大会
  - 2022 AFC女子アジアカップ

#### 試合数
| 日本代表 | 国際Aマッチ | 国際Aマッチ |
| 年       | 出場        | 得点        |
| -------- | ----------- | ----------- |
| 2017     | 7           | 0           |
| 2018     | 15          | 0           |
| 2021     | 2           | 0           |
| 2022     | 3           | 1           |
| 通算     | 27          | 1           |

2022年1月30日現在

#### 出場試合
| 出場試合一覧 | 出場試合一覧   | 出場試合一覧           | 出場試合一覧                                           | 出場試合一覧     | 出場試合一覧 | 出場試合一覧 | 出場試合一覧                                                           | 出場試合一覧 |
| #            | 開催日         | 開催都市               | スタジアム                                             | 対戦国           | 結果         | 監督         | 大会                                                                   | 出典         |
| ------------ | -------------- | ---------------------- | ------------------------------------------------------ | ---------------- | ------------ | ------------ | ---------------------------------------------------------------------- | ------------ |
| 1            | 2017年4月9日   | 熊本                   | 熊本県民総合運動公園陸上競技場                         | コスタリカ       | ○ 3-0        | 高倉麻子     | キリンチャレンジカップ2017 ～熊本地震復興支援マッチ がんばるばい熊本～ | [ 18 ]       |
| 2            | 2017年6月9日   | ブレダ                 | ラット・フェルレフ・スタディオン                       | オランダ         | ○ 1-0        | 高倉麻子     | 国際親善試合 ～オランダ・ベルギー遠征～                                | [ 19 ]       |
| 3            | 2017年7月30日  | サンディエゴ           | クアルコム・スタジアム                                 | オーストラリア   | ● 2-4        | 高倉麻子     | 2017 トーナメント・オブ・ネイションズ                                  | [ 20 ]       |
| 4            | 2017年8月3日   | カーソン               | スタブハブ・センター                                   | アメリカ合衆国   | ● 0-3        | 高倉麻子     | 2017 トーナメント・オブ・ネイションズ                                  | [ 21 ]       |
| 5            | 2017年11月24日 | アンマン               | キング・アブドゥッラー2世スタジアム                    | ヨルダン         | ○ 2-0        | 高倉麻子     | 国際親善試合 ～ ヨルダン遠征 ～                                        | [ 22 ]       |
| 6            | 2017年12月11日 | 千葉                   | 千葉市蘇我球技場（フクダ電子アリーナ）                 | 中華人民共和国   | ○ 1-0        | 高倉麻子     | EAFF E-1サッカー選手権2017                                             | [ 23 ]       |
| 7            | 2017年12月15日 | 千葉                   | 千葉市蘇我球技場（フクダ電子アリーナ）                 | 北朝鮮           | ● 0-2        | 高倉麻子     | EAFF E-1サッカー選手権2017                                             | [ 24 ]       |
| 8            | 2018年2月28日  | パルシャル             | ベラ・ヴィスタ市営スタジアム                           | オランダ         | ● 2-6        | 高倉麻子     | アルガルヴェ・カップ2018                                               | [ 25 ]       |
| 9            | 2018年3月2日   | パルシャル             | ベラ・ヴィスタ市営スタジアム                           | アイスランド     | ○ 2-1        | 高倉麻子     | アルガルヴェ・カップ2018                                               | [ 26 ]       |
| 10           | 2018年3月7日   | パルシャル             | ベラ・ヴィスタ市営スタジアム                           | カナダ           | ● 0-2        | 高倉麻子     | アルガルヴェ・カップ2018                                               | [ 27 ]       |
| 11           | 2018年4月1日   | 諫早                   | トランスコスモススタジアム長崎                         | ガーナ           | ○ 7-1        | 高倉麻子     | MS&ADカップ2018                                                        | [ 28 ]       |
| 12           | 2018年4月10日  | アンマン               | アンマン国際スタジアム                                 | 韓国             | △ 0-0        | 高倉麻子     | 2018 AFC女子アジアカップ                                               | [ 29 ]       |
| 13           | 2018年4月17日  | アンマン               | キング・アブドゥッラー2世スタジアム                    | 中華人民共和国   | ○ 3-1        | 高倉麻子     | 2018 AFC女子アジアカップ                                               | [ 30 ]       |
| 14           | 2018年6月10日  | ウェリントン           | ウエストパック・スタジアム                             | ニュージーランド | ○ 3-1        | 高倉麻子     | 国際親善試合                                                           | [ 31 ]       |
| 15           | 2018年7月26日  | カンザスシティ         | チルドレンズ・マーシー・パーク                         | アメリカ合衆国   | ● 2-4        | 高倉麻子     | 2018 トーナメント・オブ・ネイションズ                                  | [ 32 ]       |
| 16           | 2018年7月29日  | イーストハートフォード | プラット・アンド・ホイットニー・スタジアム             | ブラジル         | ● 1-2        | 高倉麻子     | 2018 トーナメント・オブ・ネイションズ                                  | [ 33 ]       |
| 17           | 2018年8月2日   | ブリッジビュー         | トヨタ・パーク                                         | オーストラリア   | ● 0-2        | 高倉麻子     | 2018 トーナメント・オブ・ネイションズ                                  | [ 34 ]       |
| 18           | 2018年8月16日  | パレンバン             | ブミ・シュリーヴィジャヤ・スタジアム                   | タイ             | ○ 2-0        | 高倉麻子     | 2018年アジア競技大会                                                   | [ 35 ]       |
| 19           | 2018年8月21日  | パレンバン             | ゲロラ・シュリーヴィジャヤ・スタジアム                 | ベトナム         | ○ 7-0        | 高倉麻子     | 2018年アジア競技大会                                                   | [ 36 ]       |
| 20           | 2018年8月25日  | パレンバン             | ゲロラ・シュリーヴィジャヤ・スタジアム                 | 北朝鮮           | ○ 2-1        | 高倉麻子     | 2018年アジア競技大会                                                   | [ 37 ]       |
| 21           | 2018年8月28日  | パレンバン             | ゲロラ・シュリーヴィジャヤ・スタジアム                 | 韓国             | ○ 2-1        | 高倉麻子     | 2018年アジア競技大会                                                   | [ 38 ]       |
| 22           | 2018年8月31日  | パレンバン             | ゲロラ・シュリーヴィジャヤ・スタジアム                 | 中華人民共和国   | ○ 1-0        | 高倉麻子     | 2018年アジア競技大会                                                   | [ 39 ]       |
| 23           | 2021年11月25日 | アルメレ               | ヤンマー・スタディオン                                 | アイスランド     | ● 0-2        | 池田太       | 国際親善試合                                                           | [ 40 ]       |
| 24           | 2021年11月29日 | ハーグ                 | カーズ・ジーンズ・スタディオン                         | オランダ         | △ 0-0        | 池田太       | 国際親善試合                                                           | [ 41 ]       |
| 25           | 2022年1月24日  | プネー                 | シュリー・シヴ・チャトラパティ・スポーツコンプレックス | ベトナム         | ○ 3-0        | 池田太       | 2022 AFC女子アジアカップ                                               | [ 42 ]       |
| 26           | 2022年1月27日  | プネー                 | シュリー・シヴ・チャトラパティ・スポーツコンプレックス | 韓国             | △ 1-1        | 池田太       | 2022 AFC女子アジアカップ                                               | [ 43 ]       |
| 27           | 2022年1月30日  | ナビムンバイ           | DYパティル・スタジアム                                 | タイ             | ○ 7-0        | 池田太       | 2022 AFC女子アジアカップ                                               | [ 44 ]       |

#### ゴール
| ゴール一覧 | ゴール一覧    | ゴール一覧   | ゴール一覧             | ゴール一覧 | ゴール一覧 | ゴール一覧 | ゴール一覧               | ゴール一覧 |
| #          | 開催日        | 開催都市     | スタジアム             | 対戦国     | 結果       | 監督       | 大会                     | 出典       |
| ---------- | ------------- | ------------ | ---------------------- | ---------- | ---------- | ---------- | ------------------------ | ---------- |
| 1.         | 2022年1月30日 | ナビムンバイ | DYパティル・スタジアム | タイ       | ○ 7-0      | 池田太     | 2022 AFC女子アジアカップ | [ 45 ]     |

## タイトル

### クラブ
- 日テレ・ベレーザ
  - 日本女子サッカーリーグ：4回（2015年、2016年、2017年、2018年）
  - 皇后杯全日本女子サッカー選手権大会：3回（2014年、2017年、2018年）
  - なでしこリーグカップ：2回（2016年、2018年）

### 代表
- 日本女子代表（なでしこジャパン）
  - AFC女子アジアカップ：1回（2018年）
  - アジア競技大会：1回（2018年）